# Oregmopyga peninsularis
Oregmopyga peninsularis är en insektsart som först beskrevs av Ferris 1921.  Oregmopyga peninsularis ingår i släktet Oregmopyga och familjen filtsköldlöss. Inga underarter finns listade i Catalogue of Life.